# Alexandru Gligor
Alexandru Gligor (n. 18 februarie 1877, Voiniceni – d. 22 aprilie 1959, Dumbrăveni) a fost un deputat în Marea Adunare Națională de la Alba Iulia, organismul legislativ reprezentativ al „tuturor românilor din Transilvania, Banat și Țara Ungurească”, cel care a adoptat hotărârea privind Unirea Transilvaniei cu România, la 1 decembrie 1918.

## Biografie
Urmează studiile teologice la Blaj. Între 1901 și 1906 este administrator parohial la Sântandrei. Începând cu 1906 profesează ca preot în Șardu Nirajului. Din 1911 este membru al Despărțământului Târgu Mureș al ”Astrei”. În 1915 este întemnițat de către autoritățile austro-ungare timp de un an și jumătate, fiind acuzat de trădare de patrie.
Moare la Dumbrăveni, județul Sibiu.

## Activitate politică
La 8 decembrie 1918 devine președintele Consiliului Național Român din Miercurea Nirajului.